# Ulysse Pic
Bernard Pic, dit Ulysse Pic, né le 19 avril 1820 à Lectoure (Gers) et mort le 14 novembre 1896 à Villeneuve-Loubet (Alpes-Maritimes), est un journaliste et pamphlétaire français. Il écrit sous divers pseudonymes : Démocrite, Pic Dugers, P. Dugers, Pic du Gers, Adam Lux, etc.

## Biographie
Fils de Jean Pierre Pic, installé au faubourg Saint-Gervais à Lectoure, et de Marie Gauran, Ulysse Pic fait ses études à Lectoure, puis au lycée d’Auch. La famille Pic, « entrepreneurs de voitures et de roulage », originaire d’Auch, était connue dans toute la Gascogne sous le surnom de Fondette). Il côtoie Anselme Bellegarrigue, futur militant, écrivain et journaliste anarchiste. Il est, très tôt, attiré par l’écriture et le journalisme.
En 1842, il publie La Physiologie du Lectourois et de la Lectouroise, un petit opuscule, satire du genre alors à la mode de la Physiologie, sur certains types de ses compatriotes. Il adopte pour l’occasion le prénom d’Ulysse, et il ajoute le pseudonyme de Démocrite. Toute sa vie, il voyage beaucoup dans toute la France, au gré de ses collaborations avec des journaux départementaux ou locaux, au Mans (Les guêpes du Maine, 1844), au journal Le Rhône, à Lyon, dont il démissionne en 1846, dans le Nivernais (rédacteur-gérant de La Sentinelle). D'abord conservateur, il évolue vers des idées républicaines. George Sand lui écrit pour le féliciter de ses prises de position courageuses.
En novembre 1847, à Autun, un banquet politique attend un discours de Lamartine. Mais le poète est absent, et c'est Ulysse Pic qui doit prendre la parole. Il porte, et fait porter à l'assemblée bourgeoise, un toast au suffrage universel, ce qui ne manque pas de faire du bruit. Lamartine accuse le jeune orateur de communisme.
En 1848, il fonde à Mézy, près de Meulan, avec quelques amis, les Gersois Joseph Noulens et Anselme Bellegarrigue, et Jules Clédat, Périgourdin d’origine et d’expression, la Société des Libres Penseurs, qui a pour but de publier des brochures à tendance anarchiste. La société est interdite au bout de neuf jours et Ulysse Pic, menacé d'un procès, part à Bruxelles. Sans ressources, il se résout à demander l'hospitalité dans un couvent d'Abbeville, où il reste six mois, lisant, écrivant, et mettant au point sa mnémonie, science qui doit permettre d’organiser sa pensée en mémorisant des notions essentielles. À son retour dans le monde, il parcourt la Belgique, de collège en collège, pour diffuser avec succès sa théorie.
En 1852, après le coup d'État, il pense pouvoir rentrer en France. Il est aussitôt incarcéré six mois à la Conciergerie. Ensuite, il va dans les Pyrénées, à Tarbes, où on lui offre la rédaction de l'Ère impériale. Un an après, il passe au Journal de Lot-et-Garonne, puis en 1855, à Dijon, il fonde Le Moniteur de la Côte-d'Or. En 1856, abandonnant le journalisme, il fait une grande tournée en France, pour donner des conférences sur l'art d'étudier l'histoire. En 1859, il est correspondant de plusieurs journaux lors de la campagne d'Italie. En 1861, il est au Messager de Nice et l'année suivante il fait son retour au Moniteur de la Côte d'Or.
Il entre en 1863 à La Nation, du Gersois Granier de Cassagnac. L’année suivante, il collabore au Nain jaune, où il publie une série d’articles intitulée Lettres gauloises, ou les hommes et les choses de la politique contemporaine (1865). Il entre ensuite au Charivari, dont il devient rédacteur en chef. Il écrit sous divers pseudonymes (Pic du Gers, Pic Dugers, Jean des Spélugues).
Après 1870, il est contraint de cesser ses activités. Il reprend la plume en 1878 comme rédacteur en chef de Paris capitale. Il rompt avec le mouvement bonapartiste et ses chefs de file, en particulier Paul de Cassagnac, à qui il écrit « le bonapartisme, qui a été et pouvait rester une grande et noble cause, n’est plus qu’un parti de dupes exploité par une tourbe d’intrigants ». Accusé de désertion par les bonapartistes, il réplique par un violent pamphlet dans un nouveau journal hebdomadaire, l’Éclat, qui vivra le temps de trois numéros (janvier 1879), et qui deviendra L'Indiscret (27 janvier-9 mars 1879).
La fin de sa vie est discrète. Selon ses biographes contemporains, il se serait « retiré à Nice ». De fait il meurt le 14 novembre 1896 à Villeneuve-Loubet (Alpes-Maritimes), auprès de son épouse, Amélie Hébrard.

## Œuvres
- Physiologie du Lectourois et de la Lectouroise, Auch, imp. de J. A. Portes, 1842
- Don Raphaël, ou la Confession, esquisse dramatique, Nevers, 1847(sur Gallica)
- Illusions bonapartistes, Paris, Lévy, 1849
- [Pic Dugers], Le Dieu des riches et le Dieu des pauvres, Paris, Blanchard, 1849
- Vive l'empire !, avec Jules Hermann, Paris, Garnier, 1852
- [Pic du Gers], Histoire sainte de Lhomond mise en formules d'après la méthode de simplification historique de M. Pic du Gers, 1854
- L’Italie sans Rome, 1862
- Mnémonie classique, 1874
- Lettres gauloises sur les hommes et les choses de la politique contemporaine, Biographie de l'auteur, Vicissitudes du Nain jaune, Paris, A. Faure, 1865 ; texte sur Gallica
- L'Éclat, 1879

## Sources
- Deux siècles d'histoire de Lectoure (1780-1980), Syndicat d'initiative, Lectoure, 1981
- Vapereau, Dictionnaire des contemporains, 1893 Gallica
- Andrieu, Bibliographie générale de l’Agenais, 1881-1886